# 上田裕司
上田 裕司（うえだ ゆうじ）は、日本の地方公務員。長崎県副知事、公益財団法人長崎県農業振興公社理事長、公益財団法人長崎県体育協会顧問。

## 人物・経歴
長崎県島原市出身。香川大学経済学部卒業後、1979年長崎県入庁。人事課長、農林部次長、農林部長、総務部長、長崎県信用保証協会専務理事を経て、2018年から濱本磨毅穂の後任として長崎県副知事を務め、公益財団法人長崎県体育協会顧問、公益財団法人長崎県農業振興公社理事長等も兼務した。同年長崎県庁を訪れた友田吉泰松浦市長、黒田成彦平戸市長、白川博一壱岐市長、朝長則男佐世保市長の4市長から、玄海原子力発電所の避難対策等を求める要望書を受けた。2022年退任。